# Jérôme Proulx
Pour les articles homonymes, voir Proulx.
Jérôme Proulx, né à Saint-Jérôme le 28 avril 1930 et mort à Saint-Jean-sur-Richelieu le 26 août 2021, est un professeur et une personnalité politique québécoise.

## Biographie
Jérôme Proulx est le fils de Joseph-Moïse-Armand Proulx, contremaître, et de Marie-Ange Cloutier.

### Études et enseignement
Jérôme Proulx détient un baccalauréat et un brevet A en pédagogie de l’École normale Jacques Cartier, une licence en théologie du grand séminaire de Montréal et une maîtrise en littérature de l’Université de Montréal. Il est professeur de littérature au Collège militaire royal de Saint-Jean de 1957 à 1966, et professeur de littérature et de morale à la Commission scolaire régionale Honoré-Mercier de 1970 à 1976.

### Carrière politique
Élu député de l’Union nationale dans Saint-Jean à l'élection générale de 1966, Jérôme Proulx quitte le parti en 1969 et siège comme indépendant à compter du 11 novembre et s'allie aux députés qui forment l’« opposition circonstantielle » à la loi 63,, et il joint le Parti québécois. Il est candidat péquiste défait aux élections générales de 1970 et de 1973.
En 1976, Jérôme Proulx est élu dans Saint-Jean, cette fois sous la bannière du Parti québécois, et réélu en 1981. Il devient whip en chef de 1976 à 1979, adjoint parlementaire du ministre des Affaires culturelles de 1980 à 1984. Il siège comme indépendant à compter du 22 novembre 1984 et réintègre les rangs du Parti québécois en décembre 1984. Il est ensuite défait dans Saint-Jean à l'élection générale de 1985.

## Fonds d'archives
Fonds Jérôme Proulx, Assemblée nationale du Québec. Le fonds témoigne principalement de la carrière politique de Jérôme Proulx.

## Publications
- « Jérôme Proulx », sur Assemblée nationale du Québec (consulté le 17 janvier 2015), Notices d'autorité :   - VIAF
  - ISNI
  - IdRef
- Jérôme Proulx, Le panier de crabes : un témoignage vécu sur l’Union nationale sous Daniel Johnson, Éditions Parti Pris, 1971 (lire en ligne), Notices d'autorité :   - VIAF
  - ISNI
  - IdRef

### Note
1. ↑  « Aux élections fédérales de 1984, René Lévesque s’engage à soutenir les forces fédérales du Parti progressiste-conservateur de Brian Mulroney. L’entente entre les deux chefs politiques prévoit que le PQ renoncera à promouvoir la souveraineté aux prochaines élections si Ottawa adopte une politique d’ouverture envers le Québec pour rouvrir le dossier constitutionnel. » (…) Ce « beau risque », provoque la démission de plusieurs ministres du gouvernement québécois, le député Jérôme Proulx décide de siéger comme indépendant ; les dissensions au sein du gouvernement et du Parti québécois sont telles que, le 20 juin 1985, René Lévesque lui-même démissionne de son poste de premier ministre et de chef du Parti québécois ; Pierre Marc Johnson lui succède et déclenche des élections générales le 2 décembre 1985[5].